# Аникін Анатолій Єгорович
Ани́кін Анато́лій Єго́рович (*20 січня 1947, село Порозово) — удмуртський скульптор, заслужений діяч мистецтв Удмуртської АРСР (1987), доцент, лауреат Всеудмуртської національної премії імені Кузебая Геда (2005).
В 1965—1970 роках навчався на художньо-графічному факультеті УДПІ, в 1971—1978 та з 1987 викладає там же, з 1994 року доцент факультету мистецтв. Член Союзу художників Росії (1975). В 1978—1987 роках голова правління Союзу художників Удмуртської АРСР. З 1972 року учасник зональних, всеросійських виставок, в 1991 році — Міжнародного симпозіуму скульптури «Іжевська колекція-91».
Ведучий жанр в творчості — портрет, виконаний частіше за все в дереві (іноді з використанням кольору), металі, граніті. Скульптурним портретам притаманні інтерес до внутрішнього світу людини («Та, що йде», алюміній, 1972; «Студентка-удмуртка», дерево, 1976; «Мати», бронза, 1978; «Знатна льоноводка Є.Кириллова», дерево, 1986). В історичних портретах Аникін намагається досягти відтворення навколишнього середовища моделі через включення в композицію скульптури виразних предметів, деталей (портрет Героя Радянського Союзу Феодори Пушиної, пісковик, 1987; «П. І. Чайковський», алюміній, 1987).